# Джеф Дэвис 8
Джефф Дэвис 8 (англ. Jeff Davis 8) — кодовое прозвище предполагаемого серийного убийцы, ответственного за серию из 8 убийств, совершённых в штате Луизиана в округе Дженнингс. Убийства происходили в период с 2005 по 2009 годы. Жертвами серийного убийцы были проститутки и наркоманки.

## Серия убийств
В период с 2005 по 2009 годы в штате Луизиана в округе Дженнингс были обнаружены тела 8 женщин. Их находили в реках, водоёмах, озёрах и на обочинах. Все 8 жертв были проститутками и наркоманками. Убийства происходили в криминальной части Дженнингса (в южной).

### Жертвы
- Лоретта Льюис (28 лет) — была найдена рыбаком в реке в 2005 году. В 2006 году не было убийств. Начиная с 2007 и заканчивая 2009 годом, убийства продолжились.
- Мария Пэтерсон (30 лет) задушена. Тело нашли в водоёме.
- Кристин Лопес (21 год) задушена. Тело нашли в поле в 100 метрах от дороги.
- Уитни Дюбуа (26 лет).
- Лакониа Браун (23 года).
- Кристал Зеро (24 года). Их тела были найдены в водопоях.
- Бритни Гари (17 лет) — самая младшая жертва. Была найдена возле дороги задушенной.
- Николь Гиллори (26 лет) была найдена задушенной в лесу в августе 2009 года. Она стала последней жертвой преступника.

## Расследование дела и подозреваемые
В 2008 году полиция взялась за серию загадочных убийств и нашла общие черты  жертв. Они все были проститутками и наркоманами. Исчезновения и убийства происходили только в южном Дженнингсе, так как он считался районом с повышенным уровнем преступности. Грабежи, бандитские разборки и бедность были частью жизни этого района. Серия убийств потрясла всю южную округу и следователи понимали, что там орудует серийный убийца. Перед смертью жертв избивали, возможно, подвергали сексуальному насилию, затем убийца выкидывал тела в разных частях города, а именно в водоёмах, речках, обочинах. Главным подозреваемым в серии убийств являлся общий знакомый всех жертв, местный наркоторговец Фрэнки Ришар. Полиция и местные жители подозревали его в серии убийств, но он отрицал свою вину. Фрэнки Ришар был неоднократно судим за продажу наркотиков и был главным подозреваемым, так как Уитни Дюбуа и другие 7 жертв покупали у него наркотики. Появилось предположение, что убийца мог их убить из корыстных побуждениях. Фрэнки Ришар мог их убить из-за недостатка средств, но он категорически отрицал свою вину в убийствах. В последующие годы Фрэнки Ришара не смогли связать с убийствами девушек. Убийства по сей день остаются нераскрытыми. Возможно, все жертвы были убиты разными преступниками.